# Igor Maximilian Sauer
Igor Maximilian Sauer (* 1970 in West-Berlin) ist ein deutscher Chirurg und Hochschullehrer an der Charité – Universitätsmedizin Berlin. Dort leitet er die Experimentelle Chirurgie der Chirurgischen Klinik, Campus Charité Mitte | Campus Virchow-Klinikum. Sauer ist Principal Investigator und Mitglied des Vorstands des von der DFG finanzierten   Exzellenzcluster „Matters of Activity. Image Space Material“ (DFG EXC2025). Seit 2021 ist er Direktor des BIH Charité Digital Clinician Scientist Programms.

## Leben
Sauer studierte von 1989 bis 1996 Humanmedizin an der Freien Universität Berlin – unterbrochen von einem Forschungsaufenthalt an der Artifical Organ Research Division des Baylor College of Medicine unter Leitung von Y. Nosé, in Houston, Texas (USA)[6]. An der Freien Universität wurde er 1998 mit seiner Arbeit „Ein vollständig implantierbares künstliches Herz: Entwicklung, Fertigung und messtechnische Untersuchung eines auf einem sich unidirektional drehenden Motor basierenden elektromechanischen Antriebs“ promoviert. Die Entwicklungen im Rahmen dieser Arbeit wurden patentiert.
Seine Facharztweiterbildung begann er 1997 an der Abteilung für Abdominal- und Transplantationschirurgie der Medizinischen Hochschule Hannover unter der Leitung von Rudolf Pichlmayr. Diese führte er ab 1998 an der Klinik für Allgemein-, Viszeral- und Transplantationschirurgie der Charité, Campus Virchow-Klinikum, unter der Leitung von P. Neuhaus fort. Neben seiner klinischen Tätigkeit beschäftigte er sich wissenschaftlich mit der Entwicklung und Evaluierung von extrakorporalen Leberunterstützungssystemen und habilitierte sich 2008 an der Charité – Universitätsmedizin Berlin mit dem Thema „Innovative Strategien zur Therapie des Leberversagens – artifizielle, bioartifizielle und biologische Leberunterstützungskonzepte“. Er erhielt die Lehrbefugnis im Fach Chirurgie.
Von 2011 bis 2016 war er Oberarzt an der Klinik für Allgemein-, Viszeral- und Transplantationschirurgie der Charité, Campus Virchow-Klinikum, unter der Leitung von Peter Neuhaus. Seit 2014 wird die Chirurgische Klinik – Campus Charité Mitte | Campus Virchow Klinikum von Johann Pratschke geleitet. Von 2016 bis 2019 war er Leitender Oberarzt, seit 2019 ist er Stellvertretender Klinikdirektor für den Bereich Forschung und Experimentelle Chirurgie der Chirurgischen Klinik, CCM| CVK.
2014 wurde ihm die Würde eines Außerplanmäßigen Professors der Charité verliehen. 2018 nahm er einen Ruf auf die Professur für Experimentelle Chirurgie und Regenerative Medizin an der Charité – Universitätsmedizin Berlin an.

## Wirken
Zentrales Thema der wissenschaftlichen Arbeiten von Igor M. Sauer sind biotechnologische Lösungsansätze, um den weiterhin bestehenden Organmangel in der Transplantationsmedizin zu begegnen. Im Rahmen seiner Promotionsarbeit beschäftigte er sich mit der Entwicklung eines vollständig implantierbaren künstlichen Herzersatzes. Während seiner Ausbildung in der Viszeralchirurgie fokussierte er sich auf abdominelle Organe – vor allem auf Verfahren zur Unterstützung und Ersatz von Leber und Bauchspeicheldrüse. Neben der Entwicklung extrakorporaler artifizieller („Leberdialyse“) und bio-artifizieller, also auf lebenden Zellen basierenden Leberunterstützungssystemen beschäftigt er sich mit der Zelltransplantation und der normothermen extrakorporalen Organperfusion mit dem Ziel der Regeneration und pharmakologischen Therapie – z. B. bei steatotischen, also verfetteten Lebern – vor einer anschließenden Transplantation.
Er entwickelte Konzepte zur Generierung dreidimensionaler Gewebestrukturen auf Basis auf der Dezellularisierung, also der Entfernung der Zellen unter Erhalt der Extrazellulärmatrix (ECM) Struktur sowie der anschließende Wiederbesiedlung mit (menschlichen) Zellen (Rezellularisierung). In Rahmen von Verbundprojekten arbeitet er zudem an Techniken des 3D-Gewebedruck (Bioprinting) mit biokompatiblen Tinten auf Basis von ECM-Komponenten und lebende Zellen enthaltende „Bioinks“.